# Hammatoscelis
Hammatoscelis is een geslacht van wantsen uit de familie van de Reduviidae (Roofwantsen). Het geslacht werd voor het eerst wetenschappelijk beschreven door Victor Antoine Signoret in 1860.

## Soorten
Het genus bevat de volgende soorten:

- Hammatoscelis annulipes Signoret, 1860
- Hammatoscelis fasciatus (Signoret, 1860)
- Hammatoscelis geniculatus (Germar, 1837)
- Hammatoscelis nigripennis (Fairmaire in Thompson, 1858)
- Hammatoscelis pallidulus (Walker, 1873)